# Laura Trotter
Pour les articles homonymes, voir Trotter.
Laura Trotter, née le 9 juin 1950 à Cles, dans la province autonome de Trente, en Italie, est une actrice italienne.

## Biographie
Laura Trotter fait ses débuts au cinéma au milieu des années 1970 dans le film La Carrière d'une femme de chambre (Telefoni bianchi)  (1976), réalisé par Dino Risi, coïncidant avec l'explosion du genre de la comédie érotique italienne et du film d'exploitation.
Elle a également joué dans des films du genre b-movies et de science-fiction (entre autres, Un juge en danger (Io ho paura) et L'Avvertimento, réalisé par Damiano Damiani, et L'Avion de l'apocalypse (Incubo sulla città contaminata, réalisé par Umberto Lenzi en 1980.
A la télévision, elle a participé à plusieurs émissions de la RAI, de Mediaset et de la radio et de la télévision suisse en langue italienne.

## Filmographie

### Au cinéma
- 1975 : Chats rouges dans un labyrinthe de verre (Gatti rossi in un labirinto di vetro) d'Umberto Lenzi : victime de meurtre au château (non créditée)
- 1976 : La Carrière d'une femme de chambre (Telefoni bianchi) de Dino Risi : Loretta Mari
- 1977 : Mademoiselle la Présidente (La presidentessa) de Pietro Germi : fille de Trecanti
- 1977 : Les Bonshommes (Pane, burro e marmellata) de Giorgio Capitani : femme de Margherita - Bertelli
- 1977 : Lâche-moi les jarretelles (La vergine, il toro e il capricorno) de Luciano Martino : Hélène
- 1977 : Un juge en danger (Io ho paura) de Damiano Damiani : la fiancée de Lunardi
- 1978 : Eutanasia di un amore d'Enrico Maria Salerno : Patrizia, la propriétaire de la galerie d'art
- 1978 : Gegè Bellavita de Pasquale Festa Campanile : Adelina
- 1978 : La Dernière Maison sur la plage (La settima donna) de Francesco Prosperi : Claudia
- 1978 : L'osceno desiderio de Giulio Petroni : Rachel
- 1978 : C'est ça l'amour (Questo sì che è amore) de Filippo Ottoni : Jenny
- 1979 : L'importante è non farsi notare (it) de Romolo Guerrieri : Tatiana
- 1979 : Le Bailli de Greifensee (Der Landvogt von Greifensee) de Wilfried Bolliger : Figura Hanswurstel
- 1979 : Le Maestro (it) (La giacca verde), téléfilm de Franco Giraldi : la journaliste
- 1980 : Augh! Augh! de Marco Toniato : Irma
- 1980 : L'Avion de l'apocalypse (Incubo sulla città contaminata) d'Umberto Lenzi : Dr. Anna Miller
- 1980 : L'avvertimento de Damiano Damiani : Silvia Lagana
- 1983 : L'Histoire de Piera (Storia di Piera) de Marco Ferreri : jeune sage-femme
- 1983 : Rush de Tonino Ricci
- 1984 : Tutti dentro d'Alberto Sordi
- 1985 : Massimamente folle (it) de Massimo Troiani
- 1985 : Miami Golem d'Alberto De Martino : Joanna Fitzgerald
- 1989 : Appuntamento a Trieste (it), téléfilm de Bruno Mattei
- 1992 : Le amiche del cuore de Michele Placido : Letizia
- 1996 : Albergo Roma (it) d'Ugo Chiti : Mirella Salimberti
- 1998 : Frigidaire (it) de Giorgio Fabris : Pallina
- 1998 : Monella de Tinto Brass : Carmelina

### À la télévision
- 1979 : La vedova e il piedipiatti de Mario Landi (téléfilm)
- 1980 : L'enigma delle due sorelle de Mario Foglietti (minisérie télé)
- 1980 : Verso l'ora zero de Stefano Roncoroni (téléfilm)
- 1982 : Patto con la morte de Gian Pietro Calasso (mini-série télé)
- 1983 : Rage de Pablo Ferro (téléfilm) : Carole